# Todor Angelow (Widerstandskämpfer)

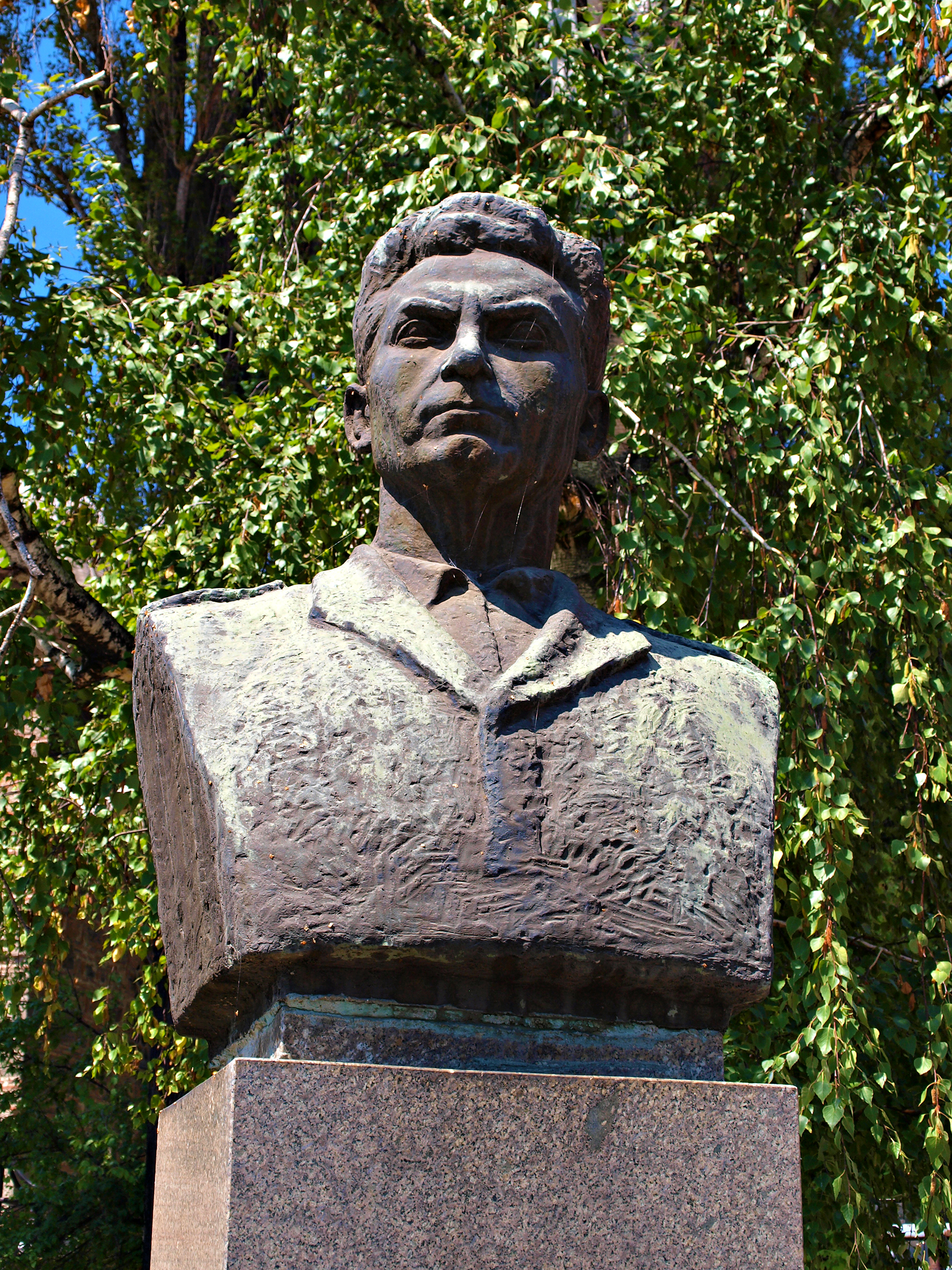
Büste in Kjustendil zu Ehren von Angelow

Todor Angelow Dsakow (bulgarisch Тодор Ангелов Дзаков; * 12. Januar 1900 in Kjustendil; † 30. November 1943 im Fort Breendonk) war ein bulgarischer kommunistischer Revolutionär, Interbrigadist und Kämpfer im belgischen Widerstand.

## Biographie
Angelow wurde am 12. Januar 1900 in einer Arbeiterfamilie geboren, sein Vater war Maurer. Bereits in seiner Jugend sympathisierte er mit der Bulgarischen Kommunistischen Partei und beteiligte sich 1923 am Septemberaufstand.
Nach dem Bombenanschlag auf die Kathedrale Sweta Nedelja und den darauf folgenden Repressionen gegen die politische Linke musste er 1925 gemeinsam mit seiner Familie aus Bulgarien fliehen. In Abwesenheit wurde er zum Tode verurteilt.
Angelow lebte zunächst kurzzeitig in Österreich und Frankreich, bevor er 1927 nach Belgien zog. Zwischen 1930 und 1932 hielt er sich in Luxemburg auf, kehrte anschließend jedoch dauerhaft nach Belgien zurück.
In den Jahren 1936–1938 nahm er als Teil des Dimitroff-Bataillons am Spanischen Bürgerkrieg auf der Seite der Republik teil. Nach Kriegsende kehrte er nach Belgien zurück und engagierte sich in der Kommunistischen Partei Belgiens.
Nach dem deutschen Überfall auf Belgien und dem Beginn der Besatzung wurde Angelow zu einem der Organisatoren des Widerstands und des Partisanenkrieges gegen die Nazis. Nach seiner Gefangennahme wurde er am 30. November 1943 im Fort Breendonk ermordet.

## Ehrungen und Gedenken
Im belgischen Schaerbeek sowie seiner Heimatstadt Kjustendil sind ihm Denkmale gewidmet.